# Neuschoo

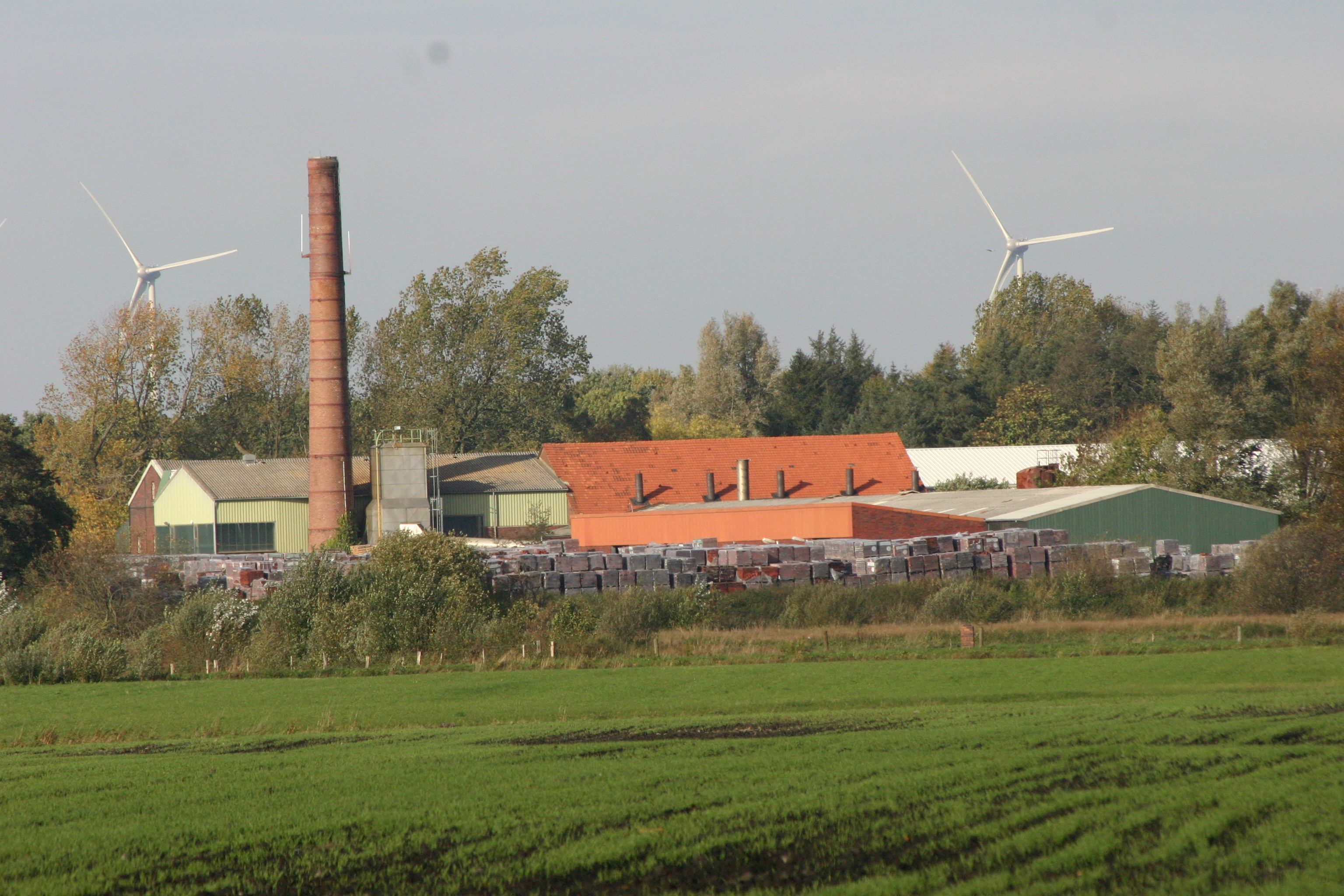
Klinker-Ziegelei in Neuschoo

Neuschoo ist eine Gemeinde in der Samtgemeinde Holtriem im Landkreis Wittmund in Niedersachsen, die 2004 etwa 1.200 Einwohner hatte.

## Lage
Die Gemeinde Neuschoo erstreckt sich auf einer Fläche von 14,47 Quadratkilometern. Sie grenzt (im Uhrzeigersinn, beginnend im Westen) an die Gemeinden Westerholt, Utarp, Schweindorf und Ochtersum (alle ebenfalls in der Samtgemeinde Holtriem), die Gemeinde Moorweg (Samtgemeinde Esens), die Gemeinde Blomberg (wiederum Samtgemeinde Holtriem) sowie im Süden an die Auricher Stadtteile Dietrichsfeld und Tannenhausen.

## Geschichte
In Neuschoo wurde 1868 mit der Einweihung der Bethlehemkirche eine der ersten Gemeinden der heutigen Evangelisch-methodistischen Kirche Deutschlands als Tochter einer deutschsprachigen Methodistengemeinschaft Amerikas begründet.
Die Holländermühle Neuschoos, die auch eine Windrose trägt, wurde 1921 anstelle einer anderen Mühle errichtet.

## Politik

### Gemeinderat
Der Rat der Gemeinde Neuschoo besteht aus elf Ratsfrauen und Ratsherren. Dies ist die festgelegte Anzahl für die Mitgliedsgemeinde einer Samtgemeinde mit einer Einwohnerzahl zwischen 1001 und 2000 Einwohnern. Die elf Ratsfrauen und Ratsherren werden durch eine Kommunalwahl für jeweils fünf Jahre gewählt. Die laufende Amtszeit begann am 1. November 2021 und endet am 31. Oktober 2026.
Die letzte Kommunalwahl vom 12. September 2021 ergab das folgende Ergebnis:
| Partei                         | Anteilige Stimmen | Anzahl Sitze |
| ------------------------------ | ----------------- | ------------ |
| SPD                            | 58,74 %           | 6            |
| CDU                            | 26,10 %           | 3            |
| Bürgerinitiative Neuschoo (BI) | 10,63 %           | 1            |
| Einzelbewerber                 | 4,42 %            | 1            |

Die Wahlbeteiligung bei der Kommunalwahl 2021 lag mit 53,65 % unter dem niedersächsischen Durchschnitt von 57,1 %.
Zum Vergleich – die Wahlbeteiligung bei der Kommunalwahl 2016 lag mit 61,15 % über dem niedersächsischen Durchschnitt von 55,5 %. Bei der vorherigen Kommunalwahl vom 1. November 2011 lag die Wahlbeteiligung bei 52,63 %.

### Bürgermeisterin
Der Gemeinderat wählte das Gemeinderatsmitglied Elfriede Rabenstein (SPD) zur ehrenamtlichen Bürgermeisterin für die aktuelle Wahlperiode.